# JUST COMMUNICATION
〈JUST COMMUNICATION〉(일본어: ジャストコミュニケ―ション; 한국어: 저스트 커뮤니케이션)은 애니메이션《신기동전기 건담W》의 주제가이며, TWO-MIX의 데뷔 싱글이다.

## 개요
《신기동전기 건담W》의 1기 오프닝 테마곡이다. 당시의 건담 시리즈 주제가에서는 유례없는 댄스곡이며, 리얼 타임에 애니메이션을 본 사람에게 다대한 인상을 주었다. CD 판매의 기준이 가장 높았던 95년에 발매되었던 것도 있어, 오리콘 랭킹에서는 최고 순위 22위를 기록하였다. 판매수는 같은 건담 주제가였던 TMN의 〈BEYOND THE TIME〉을 웃도는 26만4천장, 랭킹 등장 횟수도 17회로 롱히트를 기록하였다.
2번째 싱글〈RHYTHM EMOTION〉도 같은 애니메이션 2기 오프닝으로 결정되었지만, 이야기가 후기에 접어든 동안도 잠시 동안 이 곡이 오프닝이었다.
역대 건담 주제가에서는 3번째의 판매고, 그리고 1위는 같은 자신의 곡인 〈RHYTHM EMOTION〉이고, 2위는 모리구치 히로코 (森口博子)의 〈ETERNAL WIND〉이다.

## 수록곡
작사，작곡，편곡：TWO-MIX
1. JUST COMMUNICATION - 4:18
2. SECOND IMPRESSION - 4:51
3. JUST COMMUNICATION (Original Karaoke) - 4:18
4. SECOND IMPRESSION (Original Karaoke) - 4:51

## 수록 작품
- JUST COMMUNICATION(Original)
  - BPM 132
  - BPM "BEST FILES"
  - SUPER BEST FILES 1995～1998
  - 20010101
  - Categorhythm

※건담W 관련 앨범에도 수록되었다.
- JUST COMMUNICATION -Second Variation '96-
  - TWO→(RE)MIX (※같은 편곡의 Instrumental을 포함하여 수록하였다.)
  - 20010101
- JUST COMMUNICATION -Melody Box Edit-
  - TWO→(RE)MIX

- JUST COMMUNICATION (Groove That Soul Mix)
  - BPM "DANCE∞"
  - 20010101

- Just Communication (International(English ver.))
  - BPM CUBE
  - Categorhythm

- JUST COMMUNICATION (Domestic(Japanese ver.))
  - BPM CUBE

- SECOND IMPRESSION
  - BPM 132

## 같이 보기
- TWO-MIX
- 신기동전기 건담W